# Морські
Морські гербу Сокира — польський шляхетський рід.

## Представники
- Жеґота (пом. 1574), дружини — NN, Катажина Влодкувна,
  - Йоахим — найстарший син, каптуровий краківський суддя 1587,
  - Станіслав — наймолодший із 4-х синів батька та його 2-ї дружини, ніс свічки на похороні короля 1574 року, прихильник Зборовських[1], перша дружина — Анна, донька Мельхіора Крупки, друга — Анна з Войславиць Ціковська, мав кільканадцять дітей
- Юзеф — перемиський чесник,
  - Антоній,
    - Онуфрій,
    - Тадеуш, останній зі «своєї гілки».